# Eobrachycentrus oharensis
Eobrachycentrus oharensis är en nattsländeart som först beskrevs av Iwata 1927.  Eobrachycentrus oharensis ingår i släktet Eobrachycentrus och familjen bäcknattsländor. Inga underarter finns listade i Catalogue of Life.